# Axinite-(Mn)
L'axinite-(Mn) è un minerale del gruppo dell'axinite scoperto nel 1909. Il nome deriva dalla parola greca αξίνα (ascia) per via della forma con cui si presentano i cristalli. Fino al 2008 era conosciuto come manganaxinite.

## Morfologia
L'axinite-(Mn) si presenta in lamelle, granuli o masse compatte.

## Origine e giacitura
L'axinite-(Mn) si forma per metamorfismo di contatto o di origine idrotermale. Si trova nelle vene alpine.